# Váralja
Váralja község Tolna vármegyében, a Bonyhádi járásban.

## Földrajza

### Fekvése

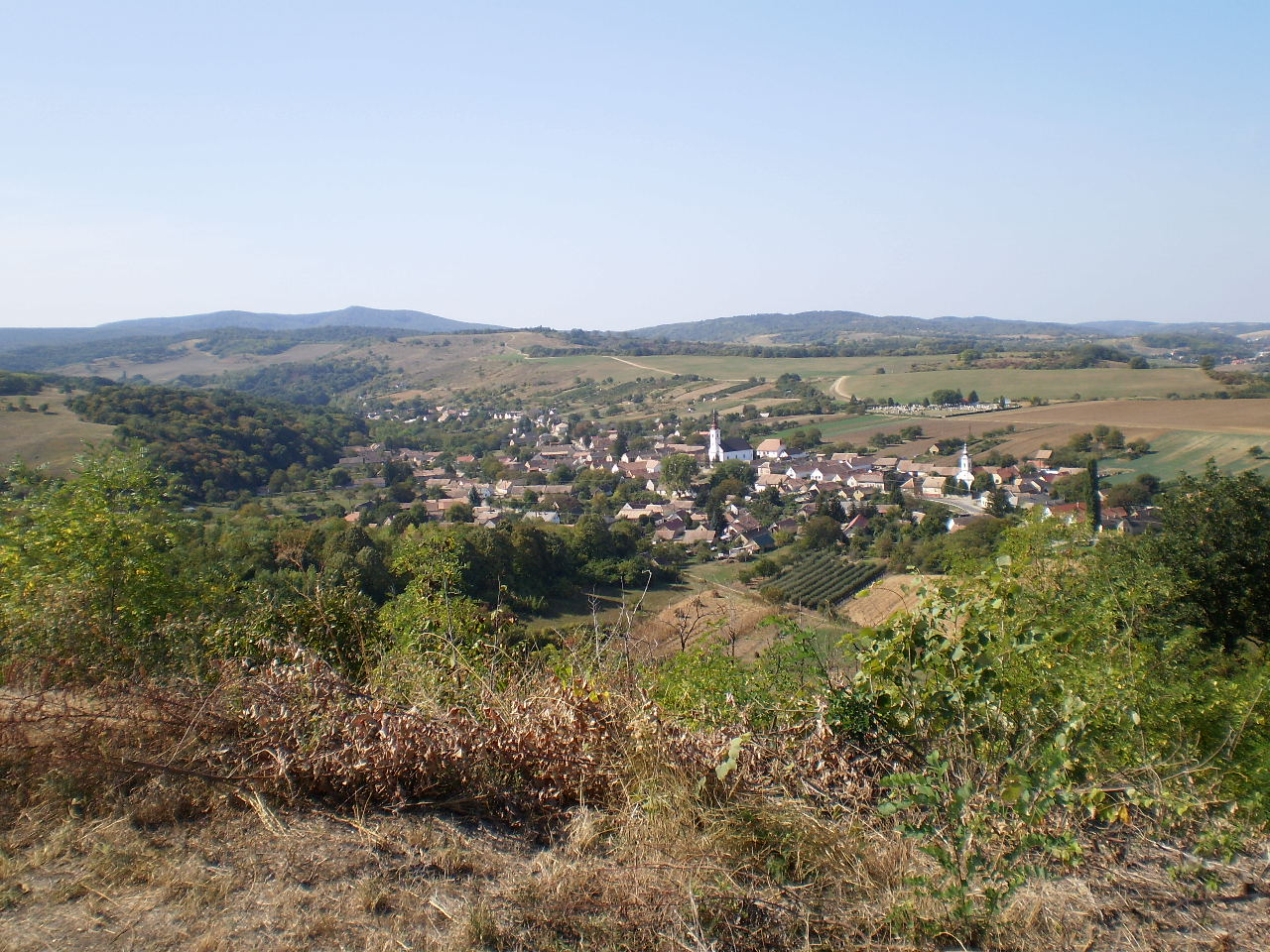
Váralja látképe a Várfő-hegyről

A Dél-dunántúli régióban, Tolna vármegye déli szélén, a Mecsek hegység északkeleti lábánál, a Váraljai-völgyben található. A település észak felől nyitott, dél felől a Kelet-Mecsek hegyei magasodnak a falu fölé.
A gyönyörű fekvésű falu a legegyszerűbben a 11 kilométerre fekvő Bonyhádról közelíthető meg, de el lehet jutni ide a 45 kilométerre fekvő megyeszékhely, Pécs és Komló felől is, Szászváron át. Közigazgatási területén a Bonyhád-Kaposszekcső közti 6534-es út halad át, de a központjába csak egy öt számjegyű bekötőút, a 65 167-es számú mellékút vezet.
A hazai vasútvonalak közül a MÁV 50-es számú Dombóvár–Bátaszék-vasútvonala érinti a települést. Váralja megállóhely a vonal állomásainak viszonylatában Máza-Szászvár vasútállomás és Nagymányok megállóhely között található; fizikailag a belterület északi peremén helyezkedik el, a 6534-es út és a faluba vezető mellékút elágazása közelében.

### Éghajlata
A Mecsek, mint hazánk legdélibb fekvésű hegységének jellemzője a Földközi-tenger hatásait is mutató, úgynevezett szubmediterrán éghajlat. Ez a hatás érvényesül Váralja területén is. Mérsékelten meleg, mérsékleten nedves éghajlat jellemzi. A napsütéses órák száma az országos átlagnál magasabb, meghaladja a 2000 órát.

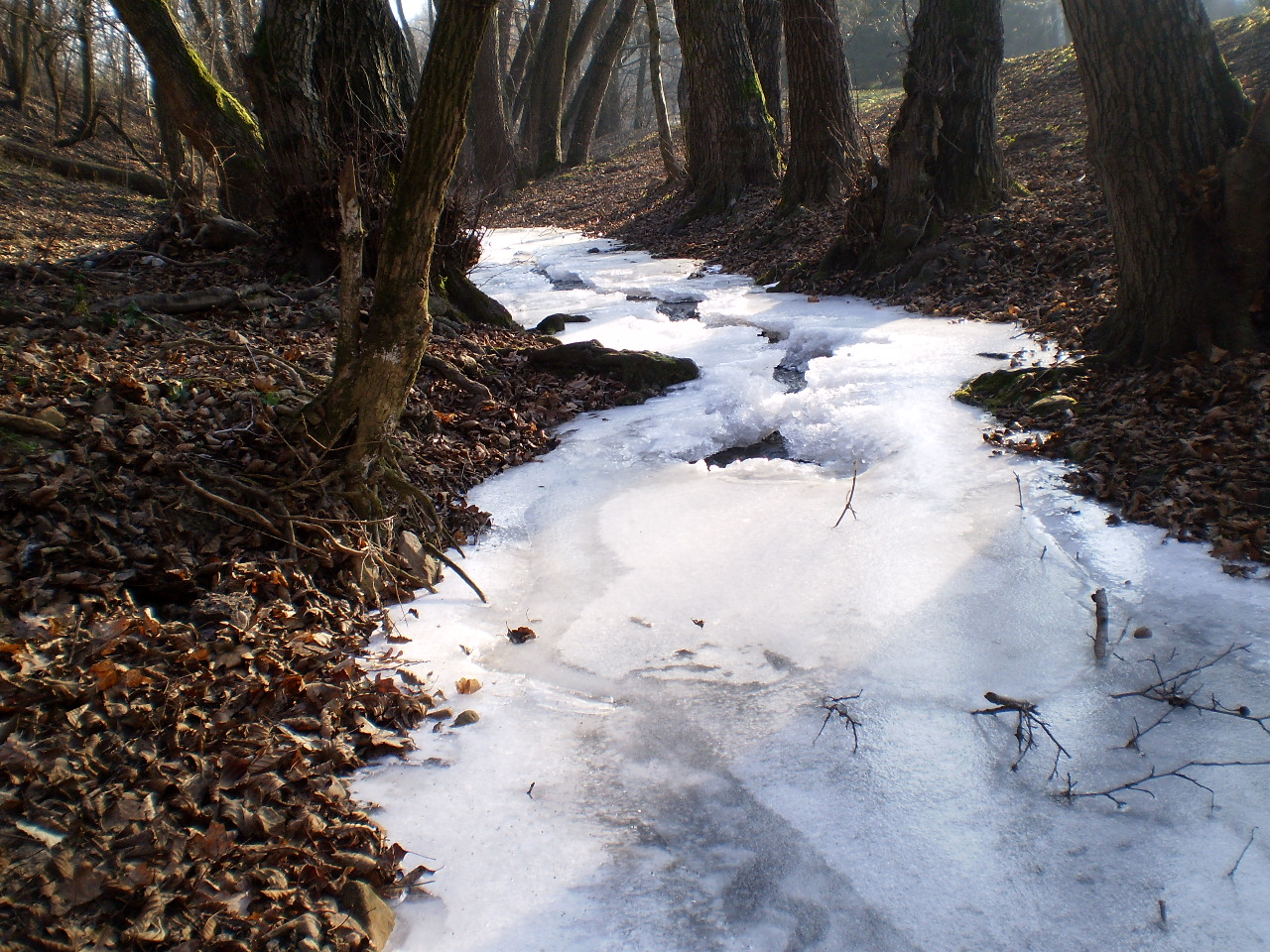
A Váraljai-patak télen

A tavasz viszonylag korán köszönt be. A nyár kevésbé csapadékos (mint pl. az Őrség) és kellemesen meleg. Az ősz hosszan tartó, enyhe és túlnyomórészt derült, a tél pedig csak mérsékleten hideg. Az évi középhőmérséklet magasabb az országos átlagnál: kevéssel 10 °C feletti.
Váralja az ország csapadékosabb területei közé tartozik. Az éves lehullott csapadék mennyisége eléri a 700 mm-t. A tavaszi-nyáreleji csapadék maximuma az atlanti hatásnak köszönhető. Őszi másodlagos csapadékmaximum a mediterrán ciklonokból származhat. Az erős fölmelegedés és a különböző eredetű légtömegek találkozása miatt a Mecsekben nyáron gyakoriak a zivatarok, nagy a jégeső veszélye. A hótakarós napok száma 40 feletti, a hótakaró vastagsága 35 cm körül ingadozik.
Az uralkodó szélirány az északnyugati, északi.

## Története
A község mai nevének kialakulása a XIII. századtól: VARELLY, VARALLA, VÁRALLYA, VÁRALJA, német nevén VÁRALLA, VÁROLĒ, WAROLI.
A 968 főt számláló Váralja nevét a község határában álló Várfő-hegyről, más néven Török-dombról kapta, amely a környék egyik legmagasabb pontja. A hegyhez sok legenda fűződik, amelyek egy részének titkát már ismerjük. A XII.-XIII. században földvár állt itt, amely később a szászi (szászvári) török helyőrség előretolt egységének is helyet adott. Kitűnő földrajzi fekvése miatt ősrég óta földvár jellegű katonai bázishely, megfigyelőhely volt.
A községről az első írásos emlék 1270-ből maradt fent, IV. László adománylevele – több Tolna megyei helység között – „Villa Varelly”-ként említi.
Az 1400-as évek elején a községet a szekcsői hercegek birtokai között említik. Egy 1542-ben kelt irat szerint a község gazdái a pécsi püspök és a prebandáriusok (királyi hűbéresek) voltak. 1543-ban Szulejmán török császár másodszor is elfoglalta Pécs városát. Ahmed vezér Szászvárt és környékét, közte Váralját is. A török hódoltság idején a település a mindenkori budai vezír (basa) szolgálati birtokát képezte. A török kiűzése után az 1687. évi visszafoglalási jegyzékben Váralját, mint a nádasdi (mecseknádasdi) kerület egyik helységeként említik.
Váralja népessége a török kivonulása után jelentősen megcsappant, a falu besenyő magyar lakossága mégis túlélte a hódoltságot, és 1733-as feljegyzések szerint már tekintélyes község 1200 lakossal. Először sárközi reformátusok, majd a XVIII. század végén Mária Terézia rendelkezései nyomán evangélikus német polgárok telepedtek le a faluban. A németek 1770-től eleinte szórványosan, a század utolsó évtizedében már nagyobb számban telepedtek le a községben.
A második világháborút lezáró békeszerződések értelmében a német lakosság jelentős részét Németországba telepítették, helyükre Csehszlovákiából kitelepített felvidéki magyar családok kerültek.
Váralján a XVIII. század végéig a fő megélhetési forrást a mezőgazdaság jelentette. 1793-ban – Tolna vármegyében elsőként – itt indult meg a kőszénbányászat amely 1961-ig folyt. Ez – hasonlóan a környező településekhez – a község életének, fejlődésének meghatározója lett.
A XX. század második felében Váralja elvesztette önállóságát. A székhelyközség Nagymányok lett.
1989. május 27-én a helyi népszavazás kinyilvánította a község újbóli önállóságának szándékát. 1990. január 1-jétől Váralja - élve hét évszázados történelmi-közigazgatási jogával, ismét önálló község.
1996 júliusában a magyarországi evangélikus ifjúság itt tartotta első, Szélrózsa elnevezésű országos találkozóját, ami azóta komoly rendezvénnyé nőtte ki magát. Váralján évente megrendezik a polgári körök országos találkozóját és 2005-től minden év júniusában megrendezésre kerül a Kuglóffesztivál is.

## Közélete

### Polgármesterei
- 1990–1994: Amrein István (független)[3]
- 1994–1998: Amrein István (független)[4]
- 1998–2002: Amrein István (független)[5]
- 2002–2006: Filczinger Ágnes (független)[6]
- 2006–2010: Filczinger Ágnes (független)[7]
- 2010–2012: Filczinger Ágnes (független)[8]
- 2013–2014: Molnár Péterné Fritz Judit (független)[9]
- 2014–2019: Sziebert Éva (független)[10]
- 2019–2024: Sziebert Éva (független)[11]
- 2024– : Szőts Zoltán (független)[1]

A településen 2013. március 24-én időközi polgármester-választást tartottak, az előző polgármester lemondása miatt.

## Gazdaság

### Kőszénbányászat
Váralján a kőszénbányászat Tolna vármegyében elsőként indult meg. Egy Huth nevű bányász 1793-ban kezdte a bányaművelést. A szénterület azonban Kreho György bonyhádi orvos révén vált ismertebbé, aki 1797-1809 között a bányát a pécsi püspökségi uradalomtól bérelte. A vállalkozás azonban a rossz piaci viszonyok, bizonytalan bérleti szerződések miatt folyamatosan veszteséges volt, ezért a bányakormányzóság és az uradalom együttes erővel eltávolította a bérletből 1809-ben.
Jelentősebbé válik a szénbányászat, amikor a bánya 1817-ben a viszonylag tőkeerős Kolb-társaság bérletébe kerül, akik a nagymányoki és szászvári bányát is bérelték. A bizonytalan szerződés miatt, főleg annak közeledő lejártakor, mind a három bányában rablógazdálkodásba kezdtek, ami 1828-ban a bérlet felmondását eredményezte az uradalom részéről. Váralján a bányamunka ebben a korban robotos jobbágymunka volt.
A bányaművelés 1829-1840 között Váralján valószínűleg szünetelt.
1841-1844 között 4981 q szenet termeltek ki.
Ezután a bánya csak 1866-ban ad ismét jelet magáról.
Jelentős bányászat veszi kezdetét 1871-ben. Április 11-én Grün Benő és Kohn Ignátz pécsi lakosok a községgel haszonbérleti szerződést kötnek szénvájási jogra. A szakavatott vezető Rieger Antal lett. A szénterületen már 1873-ban ott találjuk a „Viktória” Kőszénbánya és Kokszgyár Rt.-t, aminek az igazgatója szintén Rieger Antal volt.
1873 júliusában felmerült a kokszgyártás gondolata, amihez a község képviselői nem járultak hozzá.
A „Viktória” a bányászatot 1894-ig folytatta, mivel a DGT (Dunagőzhajózási Társaság) és a szomszédos nagymányoki üzem versenyével nem tudott megbirkózni. A váraljai szénterületen a DGT mellett a Bank-Aktien-Gesellschaft für Montanindustrie német finanszírozó vállalat is terjeszkedett.
A DGT a tényleges munkálatokat 1895. január 18-án kezdte meg.
1899 októberében a bányát átengedte a Budapesti Bank Egyesület Rt.-nek.
A két vállalat közötti különböző pénzügyi tranzakciók és birtokcserék következtében a váraljai bányát egyesítették a Dél-magyarországi Kőszénbánya Rt.-vel.
1909-1928 között a bányaüzem stagnált. Szinte állandóan veszteséges volt. A finanszírozó bankintézetet felszámolták. A váraljai bánya 1926-ban megy át az Esztergom-Szászvári Kőszénbánya Rt. tulajdonába. Majd 1928-ban a jogutód Salgótarjáni Kőszénbánya Rt. véglegesen felszámolja.
A váraljai bányászkodás rövid utóélete 1955-ben kezdődött. Két új lejtaknát nyitottak, az I. és II. számú aknát. Az 50-es évek végén a szakértők véleménye az volt, hogy nincs kielégítő mennyiségű szénvagyon, ezért 1961-ben a váraljai bányászkodás befejezte hosszú történetét.

## Nevezetességei

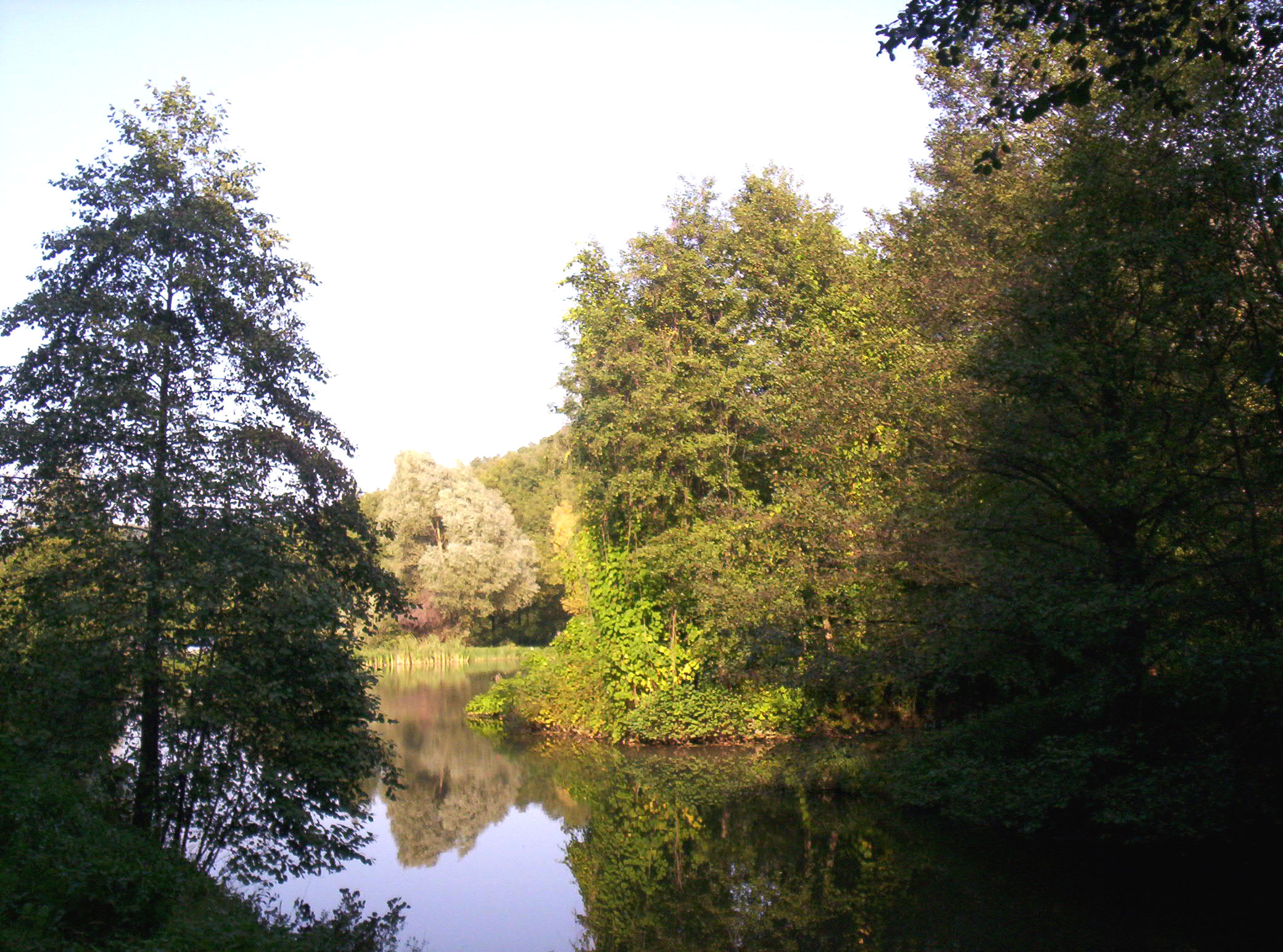
A "kettes" horgásztó

Váralja természeti környezetével, néprajzával és országosan is ritkaságszámba menő föld alatti bányamúzeumával tűnik ki a környező települések közül.
Természeti környezet
Váralja turisztikai szempontból csomópontnak számít, a Keleti-Mecsek turista útvonalain Óbánya, Kisújbánya, Hidas, Mecseknádasd, Máza közvetlenül közelíthető meg innen. 238 hektár területű parkerdeje a Váraljai-patak völgyében fekszik, tájvédelmi körzettel határos. Számos védett állat- és növényfaj él itt.
Itt található Tolna vármegye legmagasabb pontja a Dobogó 593 m tengerszinti feletti magasságával (100 méterre a megyehatártól)
A három horgásztava a horgászat kedvelőit várja.
Néprajz
Váralja magyar lakossága Baranya vármegyei és sárközi magyar falvakhoz kötődik rokoni szálakkal. A község a sárközihez hasonló, de mégis egyedi jegyeket mutató, jól megkülönböztethető, önálló néprajzi tájegységgé vált. Népviselete a sárközi viselet archaikusabb változata.
Népművészeti Ház néven állandó kiállításon látható a helyi sváb és magyar népi tárgyi hagyaték ezernél több darabja.
Bányamúzeum
Közel kétszáz év bányászkodásának állít emléket az országosan is ritkaságszámba menő föld alatti Bányamúzeum. A múzeum bejárata előtt az üzemi balesetben elhunyt váraljai bányászok emlékműve áll.
Evangélikus templom
Református templom
Turul-szobor

## Népesség
Váralja népessége 1949-ig növekedett. Ekkor 1743 lakosa volt a falunak. 1949 óta folyamatosan csökken Váralja lakossága. 2001-ben már csak 1055 fő élt a településen, ami 39%-os csökkenés 1949-hez képest.

### Lélekszámváltozás
| Év   | Népesség | Év   | Népesség | Év   | Népesség |
| ---- | -------- | ---- | -------- | ---- | -------- |
| 1870 | 1401     | 1941 | 1649     | 2010 | 888      |
| 1880 | 1559     | 1949 | 1743     |      |          |
| 1890 | 1691     | 1960 | 1608     |      |          |
| 1900 | 1677     | 1970 | 1526     |      |          |
| 1910 | 1538     | 1980 | 1342     |      |          |
| 1920 | 1565     | 1990 | 1145     |      |          |
| 1930 | 1563     | 2001 | 1055     |      |          |

| Lakosok száma | 883  | 872  | 862  | 793  | 749  | 753  | 749  |
|               | 2013 | 2014 | 2015 | 2021 | 2022 | 2023 | 2024 |

A 2011-es népszámlálás során a lakosok 86,6%-a magyarnak, 5,8% cigánynak, 11,6% németnek mondta magát (13,2% nem nyilatkozott; a kettős identitások miatt a végösszeg nagyobb lehet 100%-nál). A vallási megoszlás a következő volt: római katolikus 23,3%, református 24,3%, evangélikus 13,2%, felekezeten kívüli 18,9% (16% nem nyilatkozott).
2022-ben a lakosság 86,8%-a vallotta magát magyarnak, 6% cigánynak, 5,6% németnek, 0,3% szlováknak, 0,1% szerbnek, 1,7% egyéb, nem hazai nemzetiségűnek (13% nem nyilatkozott; a kettős identitások miatt a végösszeg nagyobb lehet 100%-nál). Vallásuk szerint 21,4% volt római katolikus, 16,3% református, 11,9% evangélikus, 0,3% görög katolikus, 1,9% egyéb keresztény, 2,1% egyéb katolikus, 12,4% felekezeten kívüli (33,8% nem válaszolt).

### Etnikum
A falunak évtizedek óta gondot jelent a tőle elkülönülő, de közigazgatásilag hozzá tartozó Péró
falurész, ahol romák élnek komfort nélküli kunyhóban, nyomorban. Az önkormányzat 2008-ban megkezdte a telep felszámolását és a romák beköltöztetését a faluba, bár ezzel a helyiek közt nagy vihart kavart.

## Klubok, egyesületek
- Váraljai „Jószerencsét” Bányász Egyesület
- Borbarát Kör
- Hagyományőrző Egyesület
- Nyugdíjas Klub
- Polgárőrség
- Tűzoltó Egyesület
- Váraljáért Egyesület

## Sport
1986. július 4-5-én Váralján rendezték az I. Junior Tájfutó Európa-bajnokságot.

## Itt született
- 1928.január 30-án Blészer Jenő (1928–2021) Mikola-díjas fizikatanár.

## Partnertelepülés
- Hahnheim, Németország

## Külső hivatkozások
- Váralja község hivatalos honlapja
- Vendégház Váralján
- IDŐJÁRÁS_VÁRALJA Archiválva 2009. október 1-i dátummal a Wayback Machine-ben